# الدوري الباراغواياني لكرة القدم 2011
الدوري الأوروغواياني لكرة القدم 2011 هو موسم من الدوري الباراغواياني لكرة القدم. كان عدد الأندية المشاركة فيه 12، وفاز فيه ناسيونال أسونسيون.